# Cimparuh
Cimparuh is een bestuurslaag in het regentschap Pariaman van de provincie West-Sumatra, Indonesië. Cimparuh telt 2344 inwoners (volkstelling 2010).